# Karashizuke

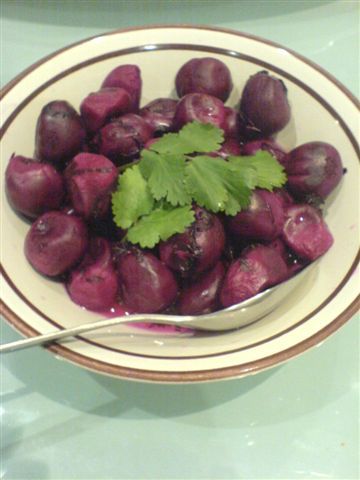
Berenjenas encurtidas con mostaza.

Karashizuke (からし漬け?) se trata de un encurtido japonés elaborado con verduras crudas.  Al igual que otras formas de kasuzuke en el que los vegetales se encurten ligeramente en sake lees (sake kasu) con sal, azúcar y mirin. La característica diferenciadora del karashizuke es la añadidura de mostaza a las lees. El Nasu Karashizuke (berenjena encurtida en mostaza) es muy popular como una forma de karashizuke.